# Телефонный план нумерации Швейцарии

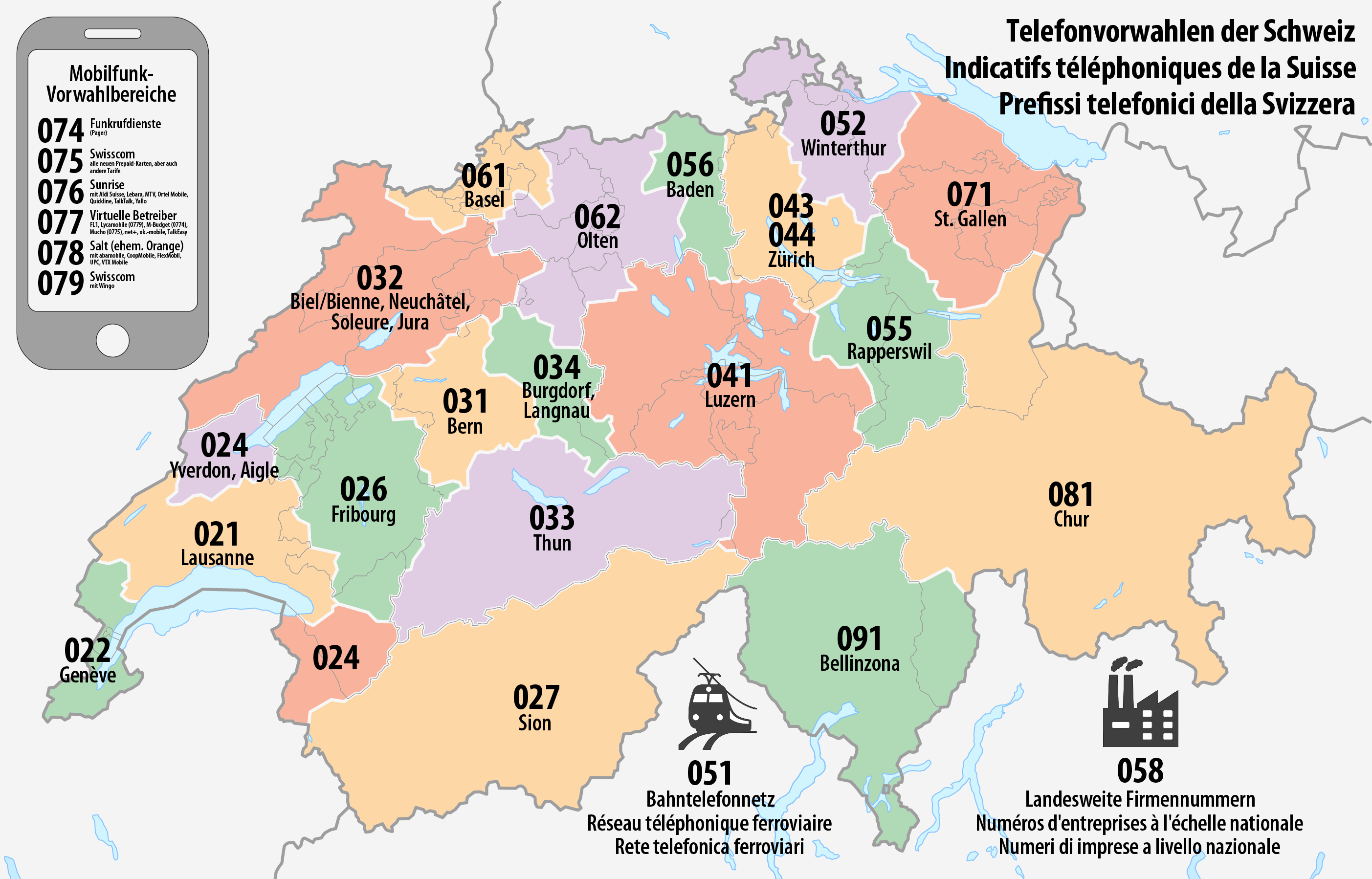

Телефонный план нумерации Швейцарии — диапазоны телефонных номеров, выделяемых различным пользователям телефонной сети общего пользования в Швейцарии, специальные номера и другие особенности набора для совершения телефонных вызовов. Все международные номера пользователей данной телефонной сети имеют общее начало +41 - называемый префиксом или телефонным кодом страны.
Международный код: +41

Префикс для совершения международных звонков: 00

Префикс для внутренних звонков: 0

Управление Телефонным планом нумерации Швейцарии — обязанность Федеральной службы связи Швейцарии. Телефонный план нумерации был много раз изменён, самое глобальное изменение произошло в марте 2002 года.

## Формат номеров
В 2002 году телефонный план нумерации претерпел значительные изменения. Швейцария перешла на закрытый план нумерации. Это означает, что теперь необходимо набирать номер вместе с кодом всегда полностью, даже если звонишь внутри одной зоны. Номер имеет длину 9 цифр (без префикса 0. Три или четыре цифры обозначают так называемый национальный код назначения, а последующие семь или шесть цифр — собственно абонентский номер. Тем не менее, существуют некоторые исключения.

## Национальные коды назначения
Так называемый национальный код назначения — код зоны в Швейцарском плане нумерации. Телефонные номера могут быть перенесены из одного кода в другой. Также следует отметить, что с введением MNP код назначения не стоит использовать как идентификатор мобильного оператора. С его помощью можно только определить первоначальную сеть. Ниже представлены актуальные коды назначения.

### Географические коды
| Код | Город                               |
| --- | ----------------------------------- |
| 21  | Лозанна                             |
| 22  | Женева                              |
| 24  | Ивердон-ле-Бен, Эгль                |
| 26  | Фрибур                              |
| 27  | Вале                                |
| 31  | Берн и пригороды                    |
| 32  | Бьен, Невшатель                     |
| 33  | Бернское высокогорье                |
| 34  | Регион Берн-Эмме                    |
| 41  | Центральная Швейцария (Люцерн, Цуг) |
| 43  | Цюрих                               |
| 44  | Цюрих                               |
| 52  | Винтертур                           |
| 55  | Рапперсвиль (Санкт-Галлен)          |
| 56  | Баден                               |
| 61  | Базель                              |
| 62  | Ольтен, Лангенталь                  |
| 71  | Восточная Швейцария (Санкт-Галлен)  |
| 81  | Кур (Граубюнден)                    |
| 91  | Тичино                              |

### Мобильные номера
| Код | Оператор                                                                |
| --- | ----------------------------------------------------------------------- |
| 74  | Пэйджеры                                                                |
| 75  | Swisscom                                                                |
| 76  | Sunrise Communications AG (включая Yallo, talktalk, Lebara, MTV Mobile) |
| 77  | Tele2 Швейцария (ныне — Sunrise), M-Budget                              |
| 78  | Salt Mobile (включая CoopMobile, cablecom)                              |
| 79  | Swisscom                                                                |

### Другие коды
| Код                | Город |
| ------------------ | --- |
| 51                 | Предпринимательские коммуникационные сети (SBB, CFF, FFS)                                                                                   |
| 58                 | Предпринимательские коммуникационные сети                                                                                                   |
| 800                | Бесплатный вызов |
| 840, 842, 844, 848 | Услуги за раздельную плату |
| 860                | Доступ к голосовой почте. Требует после себя 9 цифр номера. Например, номер +41 860 66 555 44 33 — голосовая почта номера +41 66 555 44 333 |
| 868                | Тестовые номера. Нельзя дозвониться из-за границы                                                                                           |
| 869                | Код доступа до VPN |
| 900                | Услуги за дополнительную плату — предпринимательство, маркетинг                                                                             |
| 901                | Услуги за дополнительную плату — развлечения                                                                                                |
| 906                | Услуги за дополнительную плату — контент для взрослых                                                                                       |
| 98                 | Междусетевые роутинговые номера. Такие номера нельзя вызывать                                                                               |
| 99                 | Внутрисетевые номера. Такие номера нельзя вызывать                                                                                          |

### Короткие номера
Короткие номера предназначены для специальных сервисов и услуг оператора.
- 107xx, 108xx — Предвыбор оператора
- 111 — Справочная служба (сейчас номер не работает, номер "переехал" на 1811)
- 112 — Единый номер экстренных служб
- 117 — Полиция
- 118 — Пожарная служба
- 140 — Помощь на дороге
- 1414 — Воздушная скорая помощь (REGA — кроме Вале)
- 1415 — Воздушная скорая помощь (Air Glacier — только в Вале
- 143 — Психологическая поддержка (Die Dargebotene Hand — Помогающая рука)
- 144 — Скорая помощь
- 145 — Экстренная служба по вопросам отравления/интоксикации
- 147 — Детский телефон доверия
- 1600 — Местные новости
- 161 — Точное время
- 162 — Прогноз погоды и метеорологические условия
- 163 — Дорожная ситуация и информация для туристов
- 164 — Спортивные новости
- 166 — Автоматическая информация о транспортном движении
- 1811 — Справочная служба Swisscom
- 1145 — Справочная служба Swisscom для людей с ограниченными возможностями